# From a Bird's Eye View
From a Bird's Eye View, conocida en castellano bajo el título de Dos chicas de altura, es una serie de televisión británica transmitida originalmente entre 1970 y 1971 por la cadena ITV, cuyo autor era el conocido productor estadounidense Sheldon Leonard y estaba protagonizada por Millicent Martin, Pat Finley y Peter Jones.

## Sinopsis
Millie es una bella, generosa, servicial y un poco atolondrada aeromoza británica de la compañía International Airlines quien, accidentalmente, siempre se ve involucrada en diversos líos tanto a bordo como en tierra cuando no es su tío Bert el causante de dichos problemas, por lo que para evitar que su jefe -el prepotente y quisquilloso Clive Beauchamp- la despida, ella termina por recurrir a su compañera Maggie, una aeromoza estadounidense quien es mucho más reservada y racional que ella.

## Elenco regular
- Millicent Martin ... Millie Grover
- Pat Finley ... Maggie Ralston
- Peter Jones ... Clive Beauchamp
- Robert Cawdron ... Bert Quigley, tío de Millie
- Noel Hood ... Srta. Fosdyke, secretaria del Sr. Beauchamp

## Producción
En 1969 el empresario televisivo británico sir Lew Grade (quien, como responsable de la distribuidora ITC, exportó varias series televisivas de gran éxito como Los Vengadores y El Santo) viajó a Los Ángeles para contactar al productor de la cadena estadounidense NBC, Sheldon Leonard (quien también produjo algunas de las sitcoms más exitosas de la televisión de ese país de la década de 1960 como: The Andy Griffith Show, The Danny Thomas Show o The Dick Van Dyke Show), para que él creara y produjese una serie de comedia que atrajera al público de ambos del Atlántico -una idea bastante novedosa para la época- a lo que se contrató a la comediante Millicent Martin, quien entonces era muy conocida en ambos países, para ser una de las protagonistas. 
La misma estaba pautada para ser estrenada en septiembre de ese año y de forma simultánea pero, debido a varios problemas con la producción de la misma (no se tenía un nombre definitivo para esta serie, además de que una disposición legal del Reino Unido establecía que la misma debía ser filmada en ese país así como contar con un elenco de actores mayormente británicos y que también la NBC pospuso por espacio de un año dicho estreno por cuestiones de programación), esta serie no salió al aire sino el viernes 18 de septiembre de 1970 y por las pantallas de la ITV.
Si bien From a Bird's Eye View contaba con talentosos libretistas como T. E. B. Clarke, Harvey Bullock y Pat Dunlop, así como a los directores Ralph Levy, Peter Duffell y John Robbins; lamentablemente no cuajó en el gusto del público debido a que la fórmula de comedia de enredos se volvió bastante repetitiva, además del hecho de que entonces la imagen de Millicent Martin estaba un tanto saturada en los medios británicos y, como si esto fuera poco, el estreno de la serie también coincidió con la conmoción generada a nivel mundial tras el espectacular secuestro simultáneo de cuatro aviones repletos de pasajeros en diversas partes de Europa el 6 de septiembre de 1970 (más un quinto avión el día 9) por parte del grupo terrorista Frente Popular para la Liberación de Palestina, lo que desembocaría en el tristemente famoso Septiembre Negro y, por ello, esta serie fue rápidamente cancelada finalizando sus transmisiones el 21 de abril de 1971.
Por otra parte, la cadena estadounidense NBC (quien estaba un tanto confiada en emular el inesperado éxito de la serie de la CBS All in the Family la cual, a su vez, estaba basada en la serie británica Till Death Us Do Part) finalmente estrenó From a Bird's Eye View el lunes 29 de marzo de 1971 a las 7:30 p. m., pero debido al fuerte humor inglés de la misma, así como también por el hecho de que competía en su horario con la muy exitosa y longeva serie de western Gunsmoke de la ABC y el -igualmente longevo- programa de concursos de la CBS Let's Make a Deal tampoco logró cautivar a la audiencia de aquel país y la misma terminó sus transmisiones el 16 de agosto de ese mismo año.
Irónicamente From a Bird's Eye View sí obtuvo mejores resultados cuando fue transmitida en países fuera de la angloesfera hasta tal punto que, pocos años después, fue reestrenada en algunos países (incluyendo el mismo Reino Unido).

## Listado de episodios
| Título original                | Título en castellano           | Fecha de estreno         | Elenco |
| ------------------------------ | ------------------------------ | ------------------------ | --- |
| The Difficult Passenger        |                                | 18 de septiembre de 1970 | Robert Coote, Jess Conrad, Mavis Villiers, Michael Wolf, Totti Truman Taylor, Jerold Wells, Charles Bishop, Pauline Chamberlain. |
| Never Put it in Writing        | Nunca lo pongas por escrito    | 25 de septiembre de 1970 | Angus Lennie, Edward Palmer, Arthur Mullard. |
| Wife Trouble                   | Los problemas de una esposa    | 2 de octubre de 1970     | Dora Reisser, Neil Stacy, Richard Caldicot, Jacques Cey, Jessie Robins, Robert Rietty, Robert Welch, Paul Kalli. |
| Millie's Moveable Feast        | La dinámica fiesta de Millie   | 9 de octubre de 1970     | Phillip Manikum, Polly Adams, Jess Conrad, Stephen Jack, Linda Gray, Fanny Carby. |
| The Hate-In                    |                                | 16 de octubre de 1970    | Richard Briers, Pat Starr, Barry Andrews, Geoffrey Lumsden, Gábor Baraker, Ann Way, Totti Truman Taylor, John Blythe, Bob Howay, Mavis Villiers, Robert Welch.                                                                      |
| Home is Where Your Heart Is    | El hogar está donde el corazón | 23 de octubre de 1970    | Frank Thornton, Arthur Lovegrove, Charles Farrell, Bartlett Mullins, Grace Newcombe, Barbara Mitchell, Jessie Robins. |
| Nobody Sleeps on a Honeymoon   | La luna de miel                | 30 de octubre de 1970    | Nicholas Ball, Margo Andrew, Louis Mansi, Charles Workman, Gordon Rollings, John Baskcomb, Ann Way, Jessie Robins, Michael Nightingale, Damaris Hayman, Lynne White.                                                                |
| Family Tree                    | Todo queda en la familia       | 6 de noviembre de 1970   | Pat Starr, Valerie Colgan, Norma West, Carmen Munroe, John Sharp, Joan Hickson, Bessie Love, Paul Dawkins, Richard Franklin, Rex Stallings.                                                                                         |
| Highland Fling                 | El castillo embrujado          | 13 de noviembre de 1970  | Clive Dunn, John Laurie, George Roderick. |
| I Too was a Novice             | Yo también fui uma novata      | 20 de noviembre de 1970  | George Tovey, Gay Hamilton, Hilary Pritchard, Bob Howay, Edward Malin, Ken Parry. |
| Russian Roulette, Millie Style | Ruleta rusa al estilo Millie   | 27 de noviembre de 1970  | Yuri Borienko, Sheila Bernette, Richard Marner, Bryan Coleman, Hana Maria Pravda, Zulema Dene, Graham Armitage, Rex Stallings, Karen Miles, Jonathan Kelly.                                                                         |
| All in a Day's Work            | Cosas del trabajo              | 4 de diciembre de 1970   | Edward Judd, Bob Howay, Robert Rietty, Peter Attard, Roy Denton, Tony Sympson, Jean Aubrey, Pat Starr. |
| Hurricane Millie               | Huracán Millie                 | 11 de diciembre de 1970  | Kenneth Cranham, Harold Berens, Gordon Rollings, Robert Cawdron, Jessie Evans, Robert Rietty, Alexandra Dane, Bridget Brice. |
| The Sicilian Affair            | Un problema siciliano          | 18 de diciembre de 1970  | Franco De Rosa, Alexandra Bastedo, Aubrey Morris, Anthony Morton, Suzanne Fleuret, Roy Evans, Ismed Hassan, Harry Hutchinson, David Prowse, Guido Adorni, Tommy Mann.                                                               |
| Witness for the Persecution    |                                | 1 de enero de 1971       | Reginald Barratt, Ferdy Mayne, Mavis Villiers, Ricardo Montez, Selma Vaz Dias, Bartlett Mullins, George Margo, Louis Mansi, Bruno Barnabe, Ron Hitchen, Guillermo Basilisco, Raphael Rodrigues, Maribel Lillo, Guillermo de Perete. |
| The Matchmakers                | Las casamenteras               | 21 de abril de 1971      | Evelyn Keyes, Art Gross, Meadows White. |